# St. Adalbert (Nowy Dwór)
Die 1902 errichtete St.-Adalbert-Kirche in Nowy Dwór war bis 1945 zentrales Gotteshaus des evangelischen Kirchspiels Neuhof im ostpreußischen Kreis Neidenburg. Heute ist sie römisch-katholische Pfarrkirche in der polnischen Woiwodschaft Ermland-Masuren.

## Geographische Lage
Nowy Dwór liegt in der südlichen Mitte der Woiwodschaft Ermland-Masuren an der Landesstraße 58 zwischen Szczytno (deutsch Ortelsburg) und Jedwabno (1938 bis 1945 Gedwangen). Die Kirche befindet sich in der Dorfmitte und steht auf der Ostseite der Hauptstraße von Dzierzki (Dziersken, 1936 bis 1945 Althöfen) nach Burdąg (Burdungen).

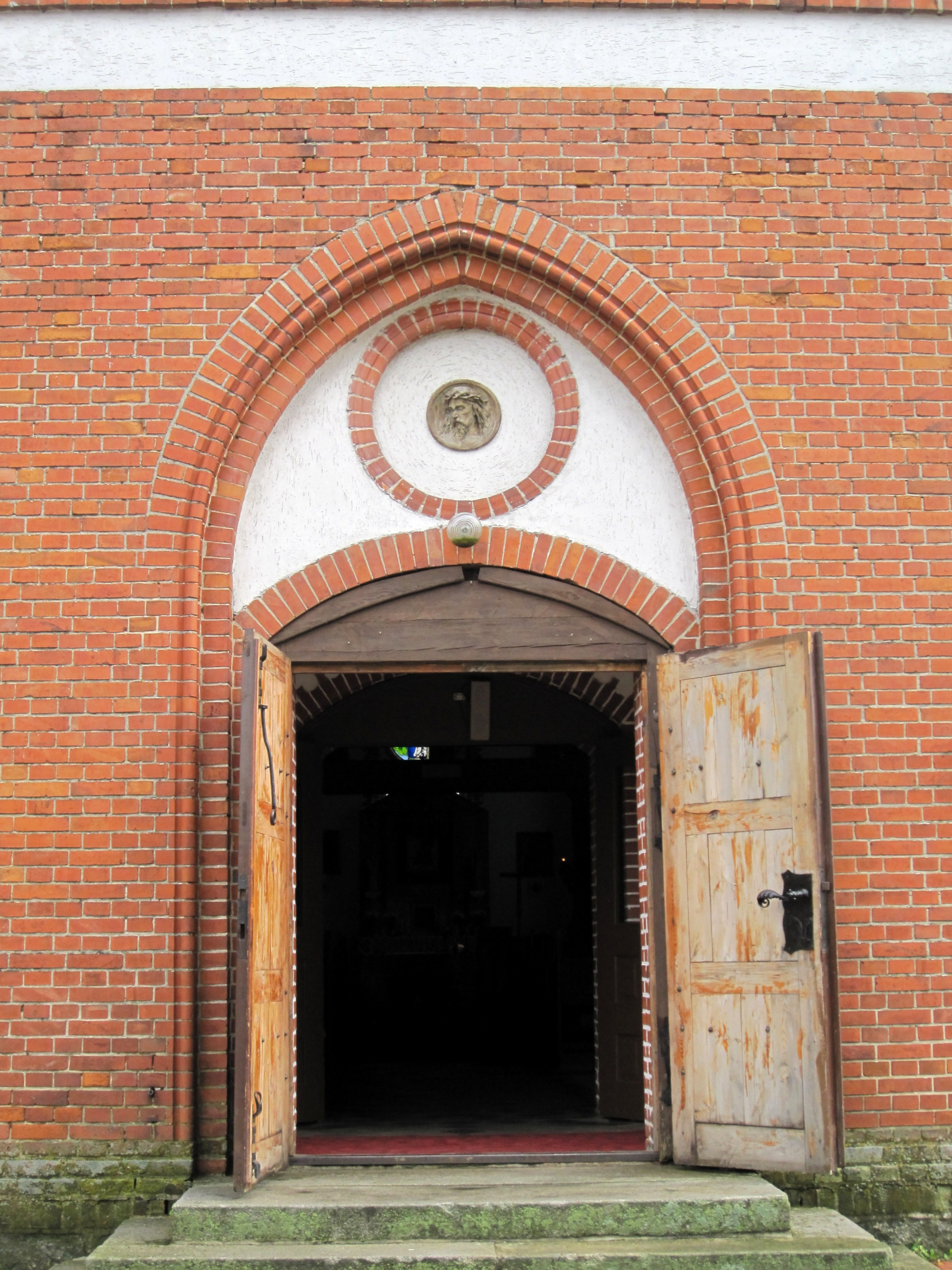
Das Eingangsportal an der Westseite der Kirche

## Kirchengebäude
Die Neuhofer Dorfkirche wurde am 2. Oktober 1902 – vier Jahre nach Gründung des Kirchspiels Neuhof – in Dienst genommen. Es handelt sich um einen roten Backsteinbau mit einem hohen Turm über der Giebelseite. Der Innenraum der Saalkirche ist mit einer flach gewölbten Decke überzogen. An der Ostseite steht ein geschnitzter und reich verzierter Kanzelaltar, der wohl vom Anfang des 17. Jahrhunderts stammt. Die übrige Ausstattung ist schlicht.
Die Orgel fertigte der aus Böhmen stammende Orgelbaumeister Carl Novak in Königsberg (Preußen) an.
Im Krieg blieb das Gotteshaus weitgehend unbeschadet. In den Nachkriegsjahren wurde die bisher evangelische Kirche in ein katholisches Gotteshaus umgewidmet und nach dem Hl. Adalbert (polnisch Wojciech) benannt. Im Herbst 1979 brannte die Kirche aus. Vermutlich hatten Kinder dort mit Feuer gespielt. Der Dachstuhl, die Orgel und ein Teil der Bänke wurden vernichtet. In vereinfachter Form wurde das Gotteshaus wieder hergerichtet.

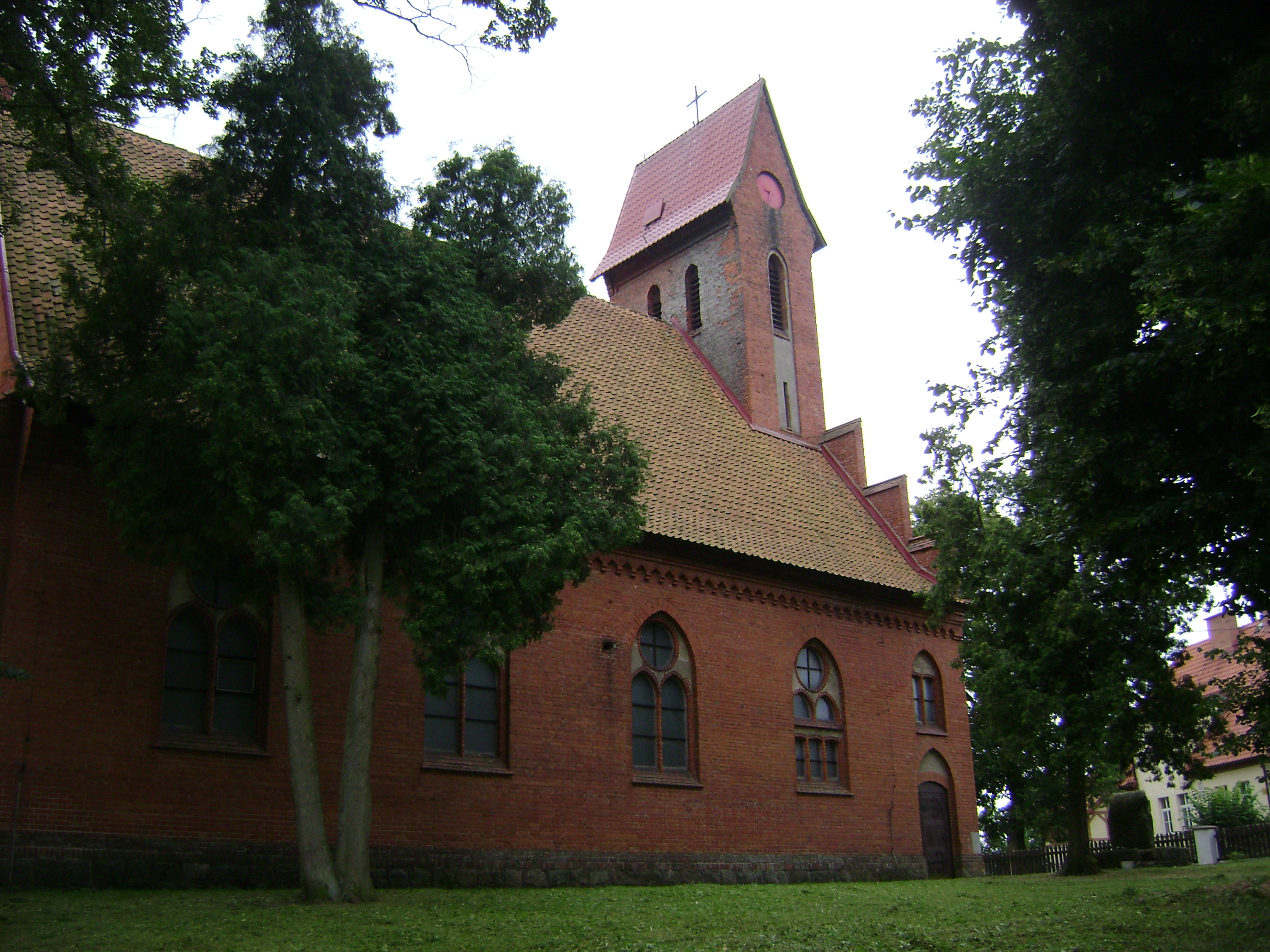
Die Kirchennordseite

## Kirchengemeinde

### Evangelisch

#### Kirchengeschichte
Das evangelische Kirchspiel Neuhof wurde im Jahre 1898 gegründet. Zur Versorgung der zahlreicher werdenden Bevölkerung wurde bereits ab 1895 Hilfsprediger hier eingesetzt. Die Orte für das neue Kirchspiel wurden aus den Pfarrgemeinden Jedwabno (1938 bis 1945 Gedwangen), Passenheim (polnisch Pasym) und Ortelsburg (Szczytno) abgezweigt. Bis 1945 gehörte es zum Kirchenkreis Neidenburg (polnisch Nidzica) in der Kirchenprovinz Ostpreußen der Kirche der Altpreußischen Union. Im Jahre 1925 zählte es 1800 Gemeindeglieder. Die Kirche war patronatlos und es bestand Gemeindewahl.
Aufgrund von Flucht und Vertreibung der einheimischen Bevölkerung in den Jahren 1945 bis 1950 hörte das evangelische Kirchspiel auf zu existieren. Das Kirchengebäude wurde von der römisch-katholischen Kirche übernommen. Heute in der Region Nowy Dwór lebende evangelische Kirchenglieder halten sich zur Kirchengemeinde in Jedwabno innerhalb der Diözese Masuren der Evangelisch-Augsburgischen Kirche in Polen.

#### Kirchspielorte
Neben dem Pfarrort Neuhof gehörten acht Orte zu seinem Kirchspiel:
| Deutscher Name               | Polnischer Name |
| ---------------------------- | --------------- |
| * Braynicken                 | Brajniki        |
| Dziersken 1936–1945 Althöfen | Dzierzki        |
| * Georgensguth               | Jurgi           |
| * Ittowen 1927–1945 Gittau   | Witowo          |

| Deutscher Name                  | Polnischer Name |
| ------------------------------- | --------------- |
| * Ittowken 1938–1945 Ittau      | Witówko         |
| Sawitzmühle 1938–1945 Heidmühle | Sawica          |
| * Schwirgstein                  | Dźwiersztyny    |
| * Warchallen                    | Warchały        |

#### Pfarrer
An der Pfarrkirche Neuhof amtierten bis 1945 als evangelische Geistliche:
- Max Emil Oskierski, 1895–1897
- Paul Hermann Rudolf Link, 1897
- Hermann J. Winarski, 1898–1917
- Albert Koßmann, 1920–1927
- Andreas Needra, 1928–1929
- Johann Eisenschmid, 1929–1936
- Helmut Franz Karwinski, ab 1936
- Herbert Godzik, 1941–1945
- Joachim Nelius, 1943–1944

### Römisch-katholisch
Vor 1945 war die katholische Minderheit der Neuhofer Region in die Pfarrgemeinde in Jedwabno (1938 bis 1945 Gedwangen) eingegliedert. Nach 1945 siedelten hier jedoch viele Neubürger, meist Polen katholischer Konfession, und beanspruchten das bisher evangelische Gotteshaus als Kirche. Am 1. Juli 1998 schließlich wurde in dem inzwischen Nowy Dwór genannten Ort die römisch-katholische Pfarrei Św. Wojciecha errichtet. Sie gehört zum Dekanat Pasym (Passenheim) im Erzbistum Ermland.